# Кляйн, Фриц
Фриц Кляйн (нем. Fritz Klein; 24 ноября 1888, Кодля, Австро-Венгерская империя — 13 декабря 1945, Хамельн, Британская зона оккупации Германии) — врач румынской армии, вступивший в войска СС и ставший концлагерным врачом. Приговорён к смертной казни во время Бельзенского процесса.

## Биография
По происхождению Фриц Кляйн был так называемым фольксдойче, получившим образование в Будапеште. С 1939 по 1943 год он служил врачом-лейтенантом в румынской армии.
Так как фольксдойче не могли быть призваны в вермахт по причине иностранного гражданства, он, как записано в его личном деле, 26 мая 1943 был «предварительно» переведён в Войска СС. В «предварительных служебных отношениях» он был откомандирован военным врачом в концлагерь Аушвиц-Биркенау и работал в женском лагере, в «цыганском» лагере и в так называемом «семейном» лагере евреев, где производил, среди прочего, отбор для газовых камер и крематориев.
С началом эвакуации из Аушвица в конце января 1945 года он пришёл вместе с «маршем смерти» в концлагерь Берген-Бельзен. Работал с 10 февраля до середины марта 1945 года в концлагере Нойенгамме, однако вернулся оттуда до освобождения. Он был одним из немногих, которые не бежали, а дожидались вместе с комендантом Йозефом Крамером прихода британских войск и передали им лагерь. Оставшихся в лагере охранников и коменданта заставили похоронить валявшиеся повсюду трупы в большой братской могиле. При этом было сделано фото Кляйна, стоящего в могиле.
Кляйн не фигурирует ни в одном из «списков сроков службы в СС» (нем. SS-Dienstalterslisten, списки офицеров общих СС и войск СС) кадровой службы СС, хотя он несомненно принадлежал к охранной команде концлагеря. В ходе Бельзенского процесса, проходившего с 17 сентября по 17 ноября 1945 года в Люнебурге, британский трибунал приговорил его к смерти. 13 декабря 1945 года он был повешен в Хамельне (палач Альберт Пирпойнт).

## Мировоззрение
Кляйну приписывают следующее высказывание, бывшее ответом на вопрос, как соотносится его деятельность с врачебной этикой:
Клятва Гиппократа говорит мне вырезать опасные опухоли из человеческого тела. Евреи — это гангренозный аппендикс человеческого рода. Поэтому я вырезаю его.

## Фотография эсэсовцев в братской могиле
Кляйн был арестован при освобождении концлагеря британскими войсками 15 апреля 1945 года. В последующие дни его заставили вместе с другими эсэсовцами похоронить в большой братской могиле валявшиеся по всему лагерю трупы. Британцы нашли свыше 10 тысяч мертвецов и около 60 тысяч выживших. 24 апреля 1945 года британский сержант Х.Оукс (H.Oaks) из Army Film & Photographic Unit (A.F.P.U) сделал снимок, на котором Кляйн и другой эсэсовец стоят на горе трупов в братской могиле.